# 後龍太龍宮
後龍太龍宮是位於臺灣苗栗縣後龍鎮龍坑埔仔頂的王爺廟，創建於清乾隆六年（西元1741年），主祀朱府王爺，陪祀李府王爺、池府王爺、五穀先帝、天上聖母、哪吒太子、三官大帝、土地公、虎爺與五營神將等神明。

## 沿革
太龍宮創始於清乾隆六年（西元1741年），最初僅祭拜三顆神石而無神像，到了咸豐五年（西元1855年）才興建草寮以祭神，並留下「代天府」匾額一幅成為鎮宮之寶。
日治時期昭和十年（西元1935年）該廟因新竹台中大地震嚴重受損而重修。
民國52年（西元1963年）該廟再次重修為磚牆木樑、上蓋筒瓦之建築，並雕刻神像膜拜，不過由於經費有限、工法不牢，未過多久即發生漏水。民國64年（西元1975年）增建戲台，民國70年（西元1981年）12月擴建拜亭，民國82年（西元1993年）將戲台拆除改建為衛浴間。民國96年（西元2007年）在第六屆主委彭貴春及全體委員奔走之下，經由王爺指示、信徒大會決議重建，於該年3月出火及拆除舊廟，10月12日動工重建，民國98年（西元2009年）8月完成主體工程，民國99年（西元2010年）完成整建廟前美化廣場、廟後停車場、休閒公園，民國100年（西元2011年）4月2日入火安座，民國107年（西元2018年）完成全部建設。
該廟原為戴姓之家族祭祀廟，註冊地址為戴家所有，廟地亦多由該姓氏族人捐獻。民國73年（西元1984年）成立管理委員會，至民國96年（西元2007年）時已經歷六屆。該廟首屆主委為李青淋，第二屆主委為詹鏡洲，三、四、五屆為黃文和，第六屆至民國106年（西元2017年）為彭貴春，目前主委為王龍波。
太龍宮因香火日盛，聯外道路用地難解而曾求助苗栗縣政府。民國95年（西元2006年）11月14日，縣長劉政鴻勘查時，廟方說明現有宮旁進出道路為私人土地，無力取得，若從宮前廣場跨越水池開闢新路，則恐壞風水。劉政鴻了解後建議繞經水池左側另開新路，並當眾擲筊，結果一次就出現聖筊搞定，縣府預定於隔年補助開路所需的200多萬元工程費並發包工程。民國97年（西元2008年）由林寶珠議員爭取、整修台6線到廟前之道路亦完工。

## 祭祀
一樓
主神龕：朱府王爺（扶乩表示其為浙江天臺山人士）、天上聖母、關聖帝君、玄天上帝、五穀先帝、濟公、中壇元帥等眾神
龍邊神龕：五營神將
虎邊神龕：福德正神
二樓聖母殿
主神龕：天上聖母、觀音菩薩、千里眼、順風耳
龍邊神龕：三官大帝
虎邊神龕：三皇大帝（伏羲大帝、神農大帝、燧人大帝）
二樓太歲殿
奉祀斗姥星君、六十太歲星君
該廟於民國96年（西元2007年）時有乩童可供問事及作法，每年主要祭典則條列如下：
- 媽祖聖誕－農曆3月23日[1]
- 土地公聖誕－農曆8月14日[1]
- 朱府王爺聖誕暨宮慶－農曆10月3日[2]

此外該廟每年進香三次，目的地分別為苗栗縣內、北部、南部，每四年並會前往屏東縣進香一次。